# Музей історії Острозької академії
Музей історії Острозької академії — музейний комплекс при Національному університеті «Острозька академія», що розповідає про історію університету з 1576 р. до наших днів та про історію приміщень у яких розташований навчальний заклад. Експозиція музею побудована за хронологічним принципом і розкриває історію Острозької академії від заснування до сьогодні в нерозривному зв’язку з українською історією та культурою. Враховуючи важливість історії Острога та Острозької академії у розумінні загального розвитку української історії та культури, музей історії Острозької академії покликаний зберегти та популяризувати знання про розвиток Острога XVI – поч. XVII ст., діяльність князів Острозьких та їх роль в українській та європейській історії. Крім того, музей займається збиранням та збереженням української культурної та мистецької спадщини, відродженням історії міста Острога від XVI ст. до наших днів.

## Історія
Створенню музею передувала наполеглива робота працівників Центру вивчення спадщини Острозької академії. Музей історії НаУ"ОА" розпочав свою діяльність 1 вересня 1997 року з єдиної зали, присвяченої історії Острозької академії від XVI ст. до наших днів. З кожним роком експозиції розширювались, збільшувалась кількість експонатів. Феномен відродження та швидкого поступу Острозької академії зацікавив громадськість. Одразу ж після створення музей розпочав екскурсійну діяльність, паралельно налагоджуючи науково-дослідну і фондову роботу. Сучасний Музей історії Острозької академії є офіційно зареєстрованим як Музей при Вищому навчальному закладі і входить до мережі діяльності українських музеїв такого типу. У 2011 році Музею присвоєно звання «Зразковий музей» відповідно до наказу Міністерства освіти і науки, молоді та спорту України від 08.04.2011 р. «Про присвоєння та підтвердження звання «Зразковий музей» при навчальному закладі, який перебуває у сфері управління Міністерства освіти і науки, молоді та спорту України».

### Будівля
Будівлі університету мають свою давню історію. Музейний комплекс НаУОА розташований у найстарішій частині приміщень(монастирські будівлі), що збереглися до наших днів із XVIII ст. В комплекс цих будівель входить і нині діючий студентсько-викладацький храм преподобного Федора Острозького. Доля цього приміщення не була простою – у різний час воно виконувало функції костелу, православної церкви, госпіталю та, навіть, спортивної зали. Із відродженням Острозької академії було відроджено і приміщення храму, який з 2005 року знову є місцем для молитви Богу.

### Колекції
В Музеї НаУОА в постійній експозиції перебувають роботи відомої американської скульпторки українського походження Міртали Пилипенко. Це 15 скульптур з бронзи та полімеру подаровані мисткинею для Острозької академії. Міртала, народившись в Україні, за велінням долі з 1947 р. живе і працює у США. Закінчила художню школу Бостонського музею (США) та університет ТАФТС (м. Бостон). Скульптури Міртали – це не просто мистецькі твори, але й глибоке філософське і своєрідне бачення свту. Свій талант вона проявила не лише в скульптурі, а і в поезії (автор поетичних книжок, виданих різними мовами, «Стихи», «Райдужний міст», «Шлях до себе»), художній фотографії. Протягом 70-80-их рр. Міртала здобула визнання в США та Європі. Тепер з її творчістю можуть ознайомитись і гості університету.
Однією з найцінніших мистецьких колекцій музею НаУОА є збірка скульптур видатного українського митця Петра Капшученка. Роботи скульптора в колекції з’явилися завдяки меценатам, справжнім українським патріотам, які за волею долі опинися, як і П. Капшученко в сій час, за межами України. Свою любов до рідної землі митець втілив у понад 7 тисячах скульптурних робіт. Він проживав у декількох державах, але скрізь, де він з’являвся, його талант ставав відомим на всю країну. Під час перебування в Аргентині, він став Почесним членом Вільного Університету Гуманістики в Буенос-Айресі. Пізніше, викладав скульптуру і кераміку у філядельфійській українській мистецькій студії, був членом контрольної комісії управи Об’єднання митців-українців в Америці. Після 1991 р. Петро Капшученко неодноразово відвідував Україну, репрезентував свої роботи у Києві та Дніпропетровську. Роботи скульптора зберігаються і в Острозькій академії. Перші скульптури для колекції передала українська громадська діячка, добрий друг Університету пані Бронислава Скорупська. Далі справу поповнення колекції підтримала інша українська родина з Америки Олександр Михалюк, який був добрим другом скульптора та Раїса Маєвська острожанка за походженням. Завдяки їм в університеті, поряд з роботами сучасних українських митців, поступово формується фонд мистецької спадщини закордонних українців. І це є надзвичайно важливим завданням – зберегти, об’єднати та експонувати твори українців, незалежно від їх місця проживання, відтворюючи таким чином історію розвитку українського мистецтва другої половини XX ст.
31 серпня 2015 р. під час урочистостей з нагоди початку нового навчального року в НаУОА відбулося відкриття центру мистецтвознавства Володимира Атоновича Овсійчука - відомого українського вченого, мистецтвознавця, академіка острозького академічного братства, почесного професора НаУОА. Студенти та гості університету мають можливість оглянути 76 художніх робіт Володимира Овсійчука, які розміщені в холі та аудиторії №7. Він ніколи не мав персональних виставок, а свою творчість вважав захопленням. Однак, за рівнем професійного виконання роботи не поступаються творам найкращих художників епохи.
Свої картини Володимир Антонович подарував на постійне експонування в Острозьку академію, що однозначно стало однією з найважливіших подій в культурно-мистецькому житті університету. Окрім постійно діючої виставки, оформлено спеціальну аудиторію, де зберігаються наукові праці В. Овсійчука та книги, присвячені українському мистецтву. Ця література є доступною для опрацювання усім бажаючим.

## Експозиції
На сьогодні  в комплекс музею входить 6 експозиційних розділів, які окрім безпосередньо історії Острозької академії створюють загальну картину розвитку української культури з XVI ст. до наших днів.
У храмі преподобного Федора Острозького зберігається цінна колекція іконопису та унікальна ікона першої пол. XVIII ст. «Христос Пантократор та святий Стефан», яка є святинею Острозької академії.

Експозиція стародруків та рідкісних книг з колекції НаУОА

Колекція стародруків університету містить стародруки XVII-XVIII століть, книги Львівської, Почаївської та інших українських і зарубіжних друкарень, а також рідкісні та багатотомні видання. Перлиною колекції є славнозвісна Острозька Біблія.
Кімната пам'яті про колишніх господарів архітектурного комплексу академії присвячена історії будівель, у яких тепер розташований університет. Найцікавішим експонатом є старовинна монастирська криниця XVIII, віднайдена під час реставраційних робіт в  академії. Підвали монастиря капуцинів – місце овіяне легендами. Частина підземель мала культове призначення, оскільки використовувалась для поховань особливо шанованих ченців та фундаторів монастиря. З підвалами пов'язана велика кількість легенд, які привертають увагу численних відвідувачів.
В господарських підвалах монастиря капуцинів розміщена підземна художня галерея НаУ"ОА", в якій щомісяця відбуваються презентації нових виставок. Унікальність галереї полягає насамперед в тому, що старовинні підвальні приміщення пристосовані для експозицій творів мистецтва. В комплексі вони гармонійно поєднуються із роботами сучасних митців водночас зберігають містичність та ауру старовинних будівель.